# Lễ hội "Thanks Jimi"

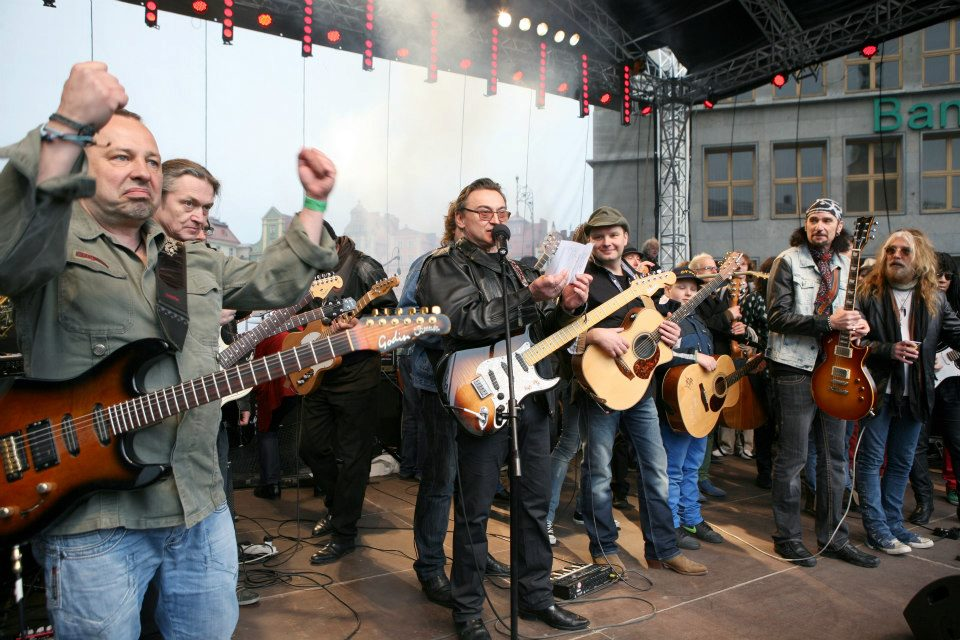
Lễ hội Thanks Jimi năm 2014

Lễ hội "Thanks Jimi" là một lễ hội thường niên kỷ niệm nghệ sĩ guitar Jimi Hendrix. Lễ hội được tổ chức tại Wrocław, Ba Lan kể từ năm 2003, do Leszek Cichoński đề xướng. Số lượng người tham gia qua các năm tăng dần lên. Một kỷ lục Guinness về số lượng người tham dự biểu diễn guitar cũng đã được thiết lập. Những người tham gia cùng chơi guitar và hát bài "Hey Joe".

## Số lượng nghệ sĩ guitar tham gia qua các năm
- Ngày 10 tháng 5 năm 2003 - 588 nghệ sĩ
- Ngày 8 tháng 5 năm 2004 - 916 nghệ sĩ
- 1 tháng 5 năm 2005 - 1201 nghệ sĩ
- 1 tháng 5 năm 2006 - 1581 nghệ sĩ
- Năm 2007 - 1881 nghệ sĩ
- 1 tháng 5 năm 2008 - 1951 nghệ sĩ
- 1 tháng 5 năm 2009 - 6346 nghệ sĩ
- Ngày 1 tháng 5 năm 2010 - khoảng 4000 nghệ sĩ
- Ngày 30 tháng 4 năm 2011 - 5601 nghệ sĩ
- Ngày 1 tháng 5 năm 2012 - 7273 nghệ sĩ
- 1 tháng 5 năm 2013 - 5734 nghệ sĩ
- Ngày 1 tháng 5 năm 2014 - 7344  nghệ sĩ[3]
- Ngày 1 tháng 5 năm 2015 - 5018 nghệ sĩ
- Ngày 1 tháng 5 năm 2016 - 7356 nghệ sĩ
- Ngày 1 tháng 5 năm 2017 - 6299 nghệ sĩ
- Ngày 1 tháng 5 năm 2018 - 7411 nghệ sĩ
- Ngày 1 tháng 5 năm 2019 - 7423 nghệ sĩ

Vào ngày 1 tháng 5 năm 2006, Kỷ lục Guinness Thế giới đã được thiết lập bởi một công ty sản xuất guitar, công ty Epiphone của Mỹ. Họ đã kêu gọi được 1555 nghệ sĩ guitar cùng biểu diễn chung.
Năm 2007, kỷ lục của đó đã bị phá vỡ bởi các nghệ sĩ guitar biểu diễn ở Quảng trường Wrocław với số lượng 1881 nghệ sĩ. Đã có rất nhiều người hâm mộ guitar từ khắp nơi trên thế giới tham gia vào sự kiện đó, và đây cũng là lần đầu tiên có chương trình phát sóng trên truyền hình. Cứ như thế, kỷ lục liên tục bị phá vở bởi số lượng các nghệ sị tham gia ngày càng tăng.